# پرنتان
پرَنتان (فرانسوی: Printemps‎) شرکت خرده‌فروشی فرانسوی است، که در سال ۱۸۶۵ تأسیس شد.